# Bernhard Abel (Sportpädagoge)
Bernhard Abel (* 27. September 1928 in Siegen; † 7. Juli 2019) war ein deutscher Sportpädagoge und Hochschullehrer.

## Leben
Nach dem Abitur, welches Abel 1949 im sauerländischen Menden bestand, studierte er in Köln bis 1954 Biologie und Sport. Die Prüfungen zum zweiten Staatsexamen legte er 1956 ab und war anschließend als Gymnasiallehrer in Köln tätig. 1961 schloss er an der Universität zu Köln seine Doktorarbeit ab und wurde zum Dr. rer. nat. promoviert. Abel nahm 1963 seinen Dienst als Dozent für Leibesübungen an der Pädagogischen Hochschule Rheinland auf: Bis 1970 hatte er an der Hochschule den Rang des Dozenten inne, anschließend war er wissenschaftlicher Rat, dann Professor. 1980 nahm Abel eine Professorenstelle am Institut für Sportdidaktik der Deutschen Sporthochschule Köln an, welche er als ordentlicher Professor für Leibeserziehung der PH Rheinland/Abteilung Köln bis zu seinem Übergang in den Ruhestand 1993 bekleidete. Darüber hinaus war er bis 1993 Leiter des Hochschulsports an der Sporthochschule und übte bis 1990 zusätzlich das Amt des geschäftsführenden Leiters des Instituts für Sportdidaktik aus.
Abel arbeitete schwerpunktmäßig im Themenbereich Didaktik des Schulsports, insbesondere für Grund- und Hauptschulen.
Bernhard Abel lebte in Bergisch Gladbach, starb 2019 im Alter von 90 Jahren und wurde auf dem Friedhof Gronau beigesetzt.